# Nicolás Pálffy

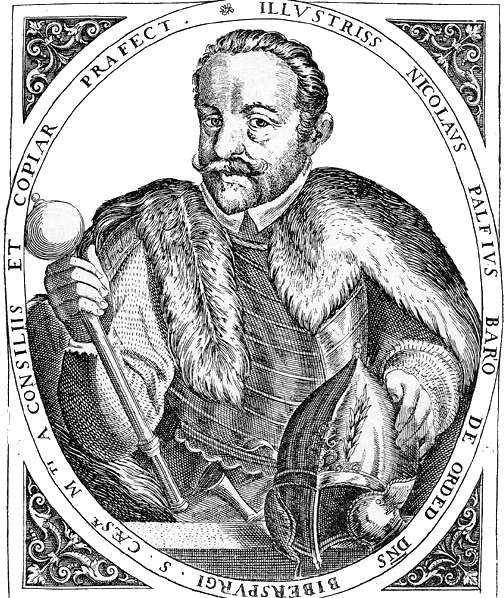
El conde Nicolás Pálffy

El conde Nicolás Pálffy de Bratislava (en húngaro: Pálffy Miklós) (Csábrág, 10 de septiembre de 1552 - Vöröskő, 23 de abril de 1600) fue uoble húngaro, comandante militar y “el héroe de Győr”. Su antigua familia se destacó por la lucha contra los turcos durante varias generaciones para defender el Reino de Hungría. Nicolás Pálffy es considerado una de las mentes militares más valiosas de la historia húngara, y el más grande de los comandantes modernos después de Juan Hunyadi.

## Sus primeros años y sus títulos (1552-1590)
Nicolás Pálffy nació como el sexto hijo de Pedro Pálffy y su esposa Sofía Dersffy, una familia noble menor. Sus primeros años los pasó en la corte de Viena, comenzando al servicio del heredero al trono el Archiduque Rodolfo de Habsburgo. Acompañó a Rodolfo a Alemania, Bélgica, España, Francia y Grecia. Aprendió a hablar latín, alemán y español, así como algo de italiano y francés. Dominó las técnicas militares españolas y alemanas, así como aprendió a construir los castillos según el estilo italiano. Se convirtió en una persona destacada en el campo del derecho y el rey lo convirtió en ispán de la provincia de Bratislava el 23 de diciembre de 1590, con esto ascendió a entre la más alta nobleza húngara al servicio de los Habsburgo en el siglo XVI.

### Su familia
Rodolfo II de Habsburgo lo ascendió al rango de barón el 24 de abril de 1581 en Praga por sus habilidades militares. Aún en ese año falleció Emérico Czobor, y su puesto como jefe de la cámara real lo llenó colocando en su lugar a Nicolás Pálffy. El 25 de mayo de 1582 se convirtió en consejero secreto del rey. En esta época Pálffy le compró a la familia Fugger el castillo de Vöröskő y sus territorios circundantes. Igualmente se casó con María Fugger el 4 de junio de 1583, con lo cual se aseguró un buen puesto socialmente con una esposa que estaba a su nivel. Del matrimonio nacieron 8 hijos, 5 niños y 3 niñas. Entre sus hijos tres de ellos alcanzaron posteriormente el rango de conde.

## Su guerra contra los turcos: primera fase (1584-1593)
El 22 de septiembre de 1584, el monarca lo nombró como ispán de la provincia de Komárom y capitán general de la fortaleza de Komárom. Con su amigo Ferenc Nádasdy, el capitán general de la fortaleza de Érsekújvár consiguió numerosas victorias sobre los turcos y tomaron de ellos gran cantidad de indumentaria de guerra. El consejo de guerra de la corte vienesa al darse cuenta de sus grandes éxtios contra los turcos, decidió nombrar entonces a Pálffy el 29 de agosto de 1589 como capitán general de Érsekújvár. En ese mismo año lo incluyeron entre la nobleza principal del sur de Austria. En la primavera de 1590 atacó a las tropas del pachá de Buda, por lo cual el jefe turco protestó agudamente en una carta enviada al Archiduque Ernesto de Habsburgo. Con sus hábiles movidas militares Pálffy mantuvo seguras las minas húngaras, y la región del norte del reino. El 23 de octubre de 1593 con los ejércitos de Nádasdy vencieron en Pákózd a la armada de 20.000 soldados del pachá de Buda. Posteriormente al lado del capitán general de Teuffenbach, reocupó las fortalezas de Fülek, Ajnácskő, Buják, Somoskő y Hollókő. Al momento de su regreso a casa, aún retomaron los castillos de Szécsény, Drégely y Palánk, así como el castillo de Nőgrád. De esta manera trajo una ola de grandes expulsiones de turcos de suelo húngaro en un corto periodo de tiempo.
El 2 de julio de 1594, el Papa Clemente VIII hizo una reflexión donde reconoció los méritos de Pálffy quien estaba dispuesto a sacrificarlos todo por Dios, su patria y su rey. El 17 de noviembre de 1594 Pálffy fue nombrado capitán general de Komárom por el archiduque Matías de Habsburgo. El 15 de junio de 1595 el Papa envió una nueva reseña a Pálffy, donde lo felicitó por su ferviente fe católica y por su heroísmo al luchar contra los turcos para expulsarlos de Hungría y defender a Europa. Pálffy resultó clave durante el asedio de la ciudad de Esztergom, pues derrotó a los ejércitos del pachá de Buda junto Óbuda. Ante esto, el consejo de guerra lo nombró capitán general de Esztergom en diciembre.
Posteriormente continuó obteniendo victorias contra los turcos entre 1595 y 1596, tomando junto con Adolf Schwarzenberg la fortaleza húngara de Vác.

## Reocupación de la ciudad de Győr, y segundo periodo de sus guerras (1597-1599)

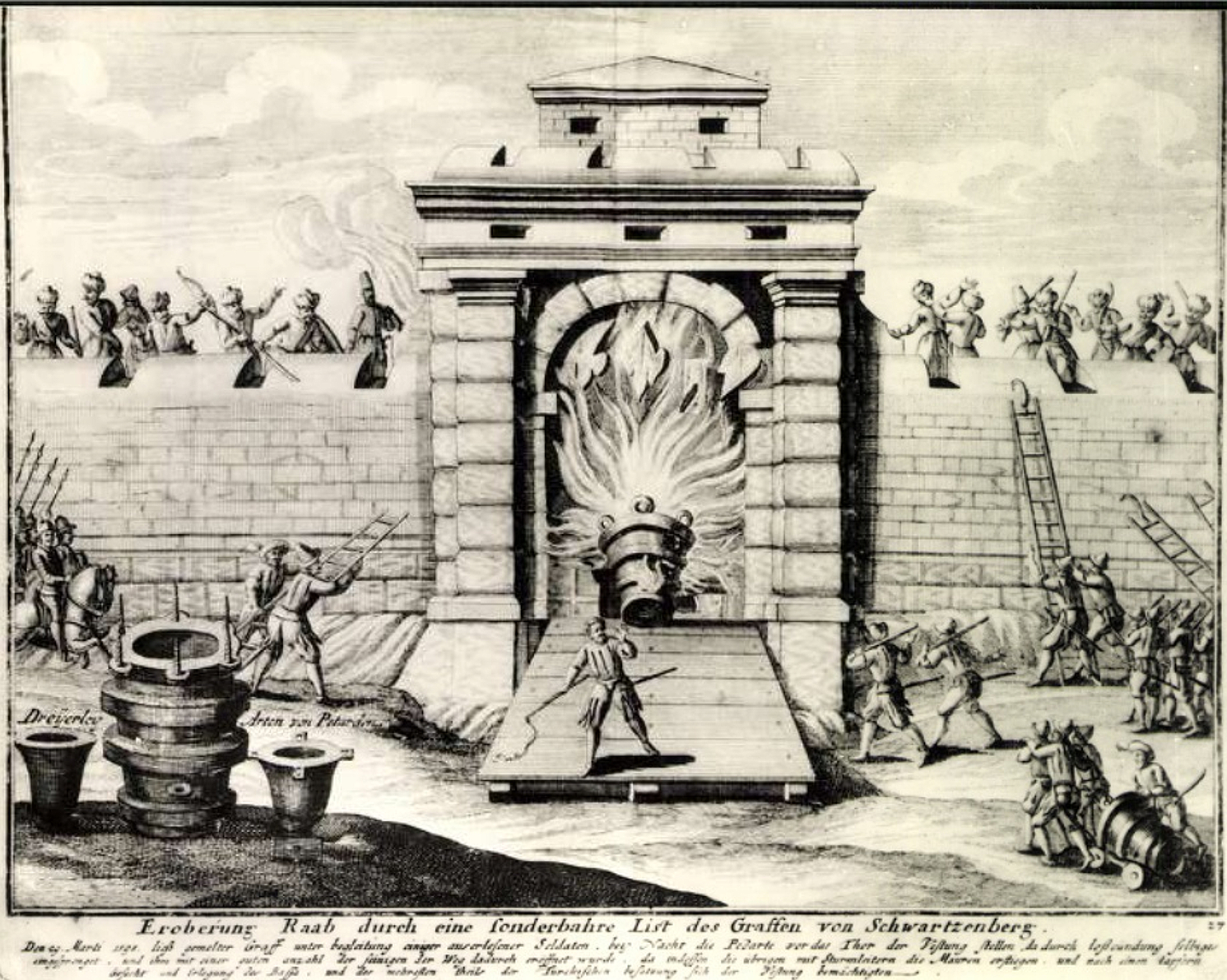
Destrucción de la puerta de la ciudad de Győr durante su asedio comandado por Pálffy.

### Reocupación de Győr
En 1597 comenzó él la guerra contra los turcos, y luego de hábiles estrategias militares tomó la fortaleza de Táta el 23 de mayo. Al lado de Nádasdy nuevamente derrotó a las fuerzas del pachá de Buda Mehmed junto a Verőce. En la primavera de 1598 dispuso que previo a la toma de la ciudad de Buda, era preciso tomar la ciudad de Győr, que se hallaba en manos turcas. De esta manera, Schwarzeberg condujo un ejército compuesto por 4.000 soldados alemanes, españoles, franceses a caballo y a pie, así como Pálffy comandó un enorme contingente de húsares húngaros, que el 28 de marzo de 1598 se reunió alrededor de Győr. Los ejércitos de Pálffy y Schwarzenberg avanzaron hacia la puerta de Fehérvár de Győr en medio de la noche. Luego de que los batallones de Schwarzenberg presionaron exitosamente ocuparon los bastiones. Por un momento pareció como si los turcos que se habían despertado estuviesen a punto de retomar los bastiones y asegurar sus posiciones, pero los húsares de Pálffy bajaron de sus caballos y tras una carga a pie al mando de su comandante vencieron a los turcos, ganando así la batalla.

### Condecoraciones
La reocupación de Győr fue un hecho militar glorioso, pues por fin se consiguió arrancarle a los turcos una ciudad clave en materia militar. Esta victoria llenó de motivación y júbilo a los soldados húngaros, lo cual motivó a que continuasen luchando para expulsar a los turcos del reino. El Rodolfo II de Habsburgo de Hungría, también emperador germánico y rey de Bohemia, expresó sus agradecimientos a Pálffy por su heroísmo. Pálffy y Nádasdy obtuvieron la condecoración de caballería de las Espuelas de Oro, la cual Matías de Habsburgo, el archiduque les otorgó junto a la Győr liberada. A su buen amigo y compañero militar Schwarzenberg le otorgó la espada de oro a Pálffy como símbolo de honor y reconocimiento. Igualmente la celebración por la victoria en Viena fue fastuosa y Pálffy fue llamado “el salvador de Hungría”, al cual compararon militarmente con Alejandro Magno, Aníbal, y Escipio. Pálffy es considerado como una de la más hábil mente militar húngara después de Juan Hunyadi quien vivió un siglo antes de él.

### Batallas posteriores
Posteriormente, los héroes de Győr rápidamente tomaron el castillo de Táta, Gesztes, Veszprém, Palota, Tihany y Csesznek. El 4 de octubre ya estaban asediando la ciudad de Buda, pero por el mal tiempo climático se retiraron, pero en su paso sus fuerzas derrotaron los ejércitos del pachá Ibrahim junto a Szécsény. La asamblea nacional de nobles le sugirió al monarca que elevase a Pálffy al rango de conde, lo cual sucedió el 23 de abril de 1599. Con este título obtuvo cargo hereditario de ispán de la provincia de Bratislava el título hereditario de capitán general de la fortaleza del mismo nombre, honor que pasó posteriormente a sus hijos.

## Muerte

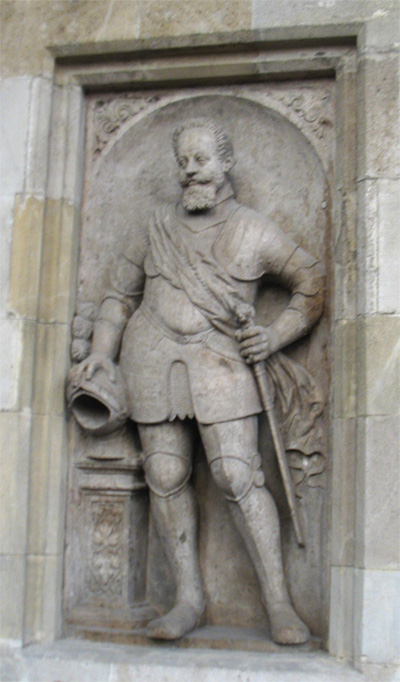
Estatua de la tumba de Nicolás Pálffy en la iglesia de San Martín en Bratislava.

Un año después de sus grandes éxitos, Pálffy murió. No son conocidas las circunstancias de su muerte. Su cadáver fue llevado de Vöröskő hasta Bratislava (enlace roto disponible en Internet Archive; véase el historial, la primera versión y la última). y con gran pompa fue colocado en la iglesia de San Martín.